# Ruido de color
Aunque el ruido es una señal aleatoria, puede tener características y propiedades estadísticas. La densidad espectral (potencia y distribución en el espectro de frecuencia) es una de las propiedades que pueden ser utilizadas para distinguir los diferentes tipos de ruido. En esta clasificación por densidad espectral se da la terminología con el nombre de diferentes tipos diferentes colores, y es común en diferentes disciplinas donde el ruido es un factor importante (como en acústica, ingeniería eléctrica y física).
Dependiendo de la forma concreta que tenga su densidad espectral de potencia (PSD, Power Spectral Density en inglés) se definen varios "colores" para el ruido, haciendo un paralelismo entre las longitudes de onda del espectro visible y las del espectro audible. De esta forma, los infrasonidos (por debajo de 20 Hz) se equipararían al infrarrojo y los ultrasonidos (>20 kHz) con los ultravioleta. Por ejemplo, un ruido que contenga una distribución uniforme del espectro de frecuencias sería "blanco", al igual que el color blanco contiene todas las frecuencias del espectro visible, y un sonido con mayor preponderancia de graves estaría "coloreado" al rosa, ya que los colores con mayor cantidad de frecuencias bajas contienen mayor cantidad de rojo.

## Ruido blanco

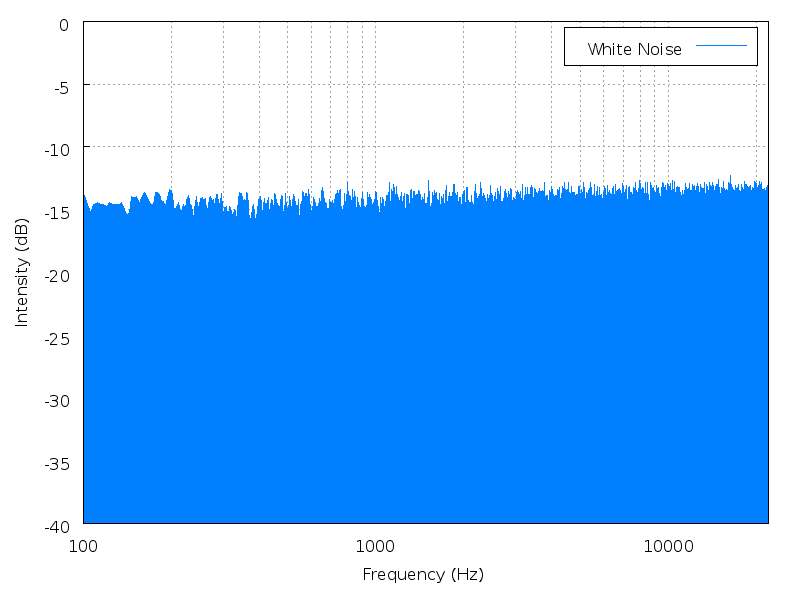
PSD del ruido blanco.

Su PSD es constante, es decir, su espectro es plano en el dominio lineal (gráfico incorrecto). La señal contiene todas las frecuencias y todas ellas tienen la misma potencia. Por ejemplo: la potencia que contiene la señal en la banda 40 Hz - 60 Hz es igual a la contenida en la banda 4800 Hz - 4820 Hz para el ruido blanco
Como la PSD es constante, la señal no está limitada en banda y su potencia es -teóricamente- infinita. En la práctica, se considera que una señal es blanca si su PSD es constante en la banda de frecuencia de interés en la aplicación. Una señal cuyo espectro no sea plano se dice que está coloreada (autocorrelacionada).

## Ruido rosa

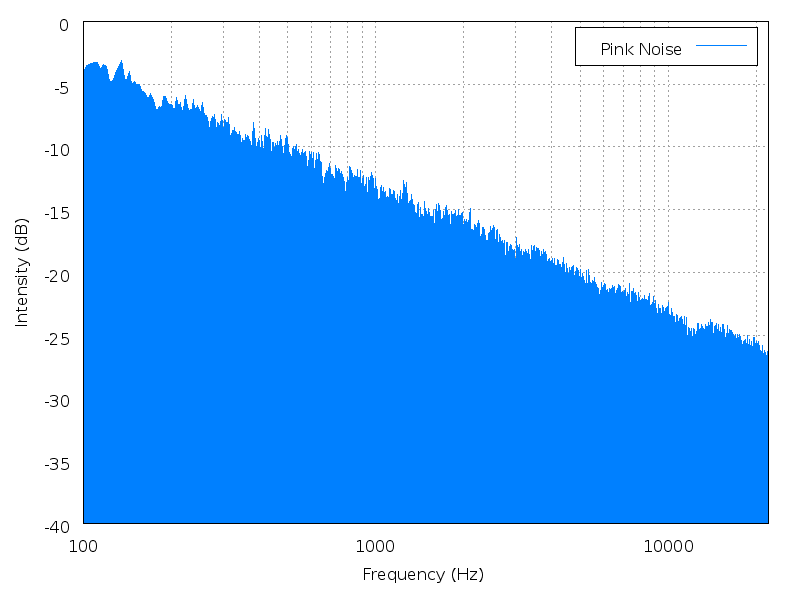
PSD del ruido rosa.

Su PSD es directamente proporcional a {\displaystyle {\frac {1}{F}}} o dicho de otro modo, su PSD decae 3 dB por octava a medida que subimos en frecuencia en un gráfico con dominio lineal (gráfico incorrecto), y se mantiene constante en un gráfico con dominio logarítmico, que se asemeja a la forma en que escucha el oído humano. El espectro del ruido rosa es semejante al espectro medio acumulado de la música sinfónica o de instrumentos armónicos como el piano o el órgano. Es el más utilizado en sonido en la calibración de equipos tales como PAs o monitores (más incluso que el ruido blanco) ya que el oído humano necesita mayor energía para percibir sonidos graves. De hecho, el ruido rosa es percibido por el oído humano más parecido al "blanco" (con igual preponderancia de todas las frecuencias) debido a las propiedades de la membrana basilar mientras que el blanco se percibiría coloreado al azul.

## Ruido rojo (también llamado marrón o browniano)

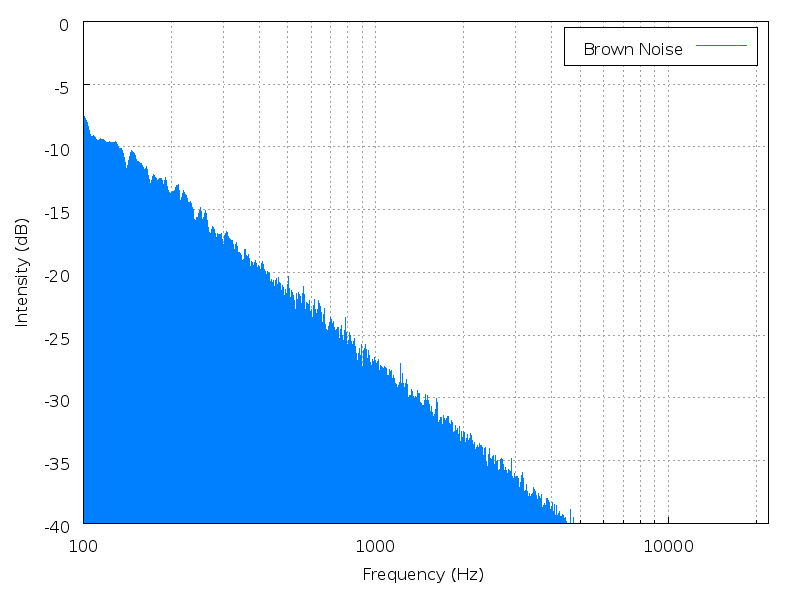
PSD del ruido marrón.

Su PSD es directamente proporcional a {\displaystyle {\frac {1}{F^{2}}}} o dicho de otra forma decae 6 dB por octava a medida que subimos en frecuencia. A veces se lo designa como "marrón" del inglés "brown" lo que puede llevar a equívoco con su verdadera naturaleza: esto no tiene nada que ver con que su espectro se equipare al color marrón, estando más cercano al rojo, sino con el científico Robert Brown que estudio el movimiento browniano. Este tipo de ruido puede ser generado por un algoritmo que simule dicho movimiento.

## Ruido azul

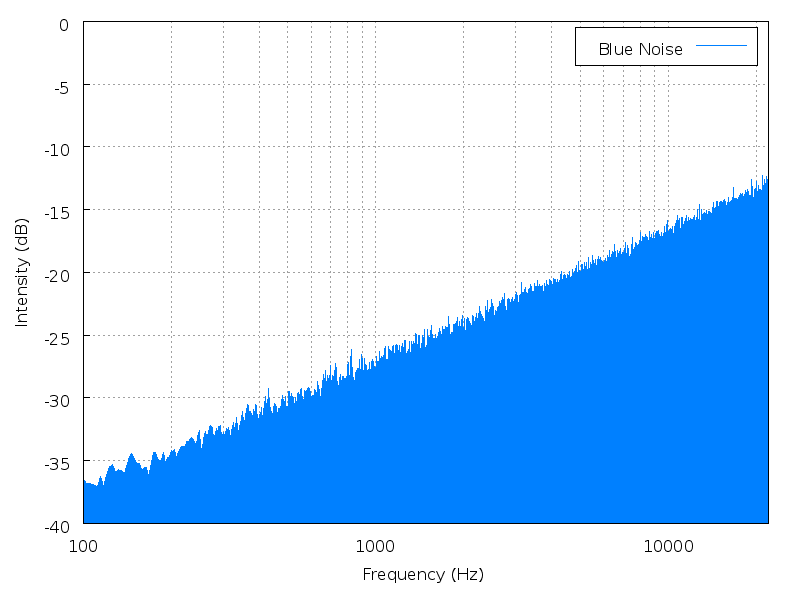
PSD del ruido azul.

Su PSD es directamente proporcional a {\displaystyle F} o dicho de otra forma se incrementa 3 dB por octava a medida que subimos en frecuencia. En computación gráfica, el término "ruido azul" se usa a veces para describir ruido con muy poca potencia en baja frecuencia y con PSD creciente y suave. Este tipo de ruido se usa entonces en técnicas de tramado (Mitchell, 1987).

## Ruido violeta

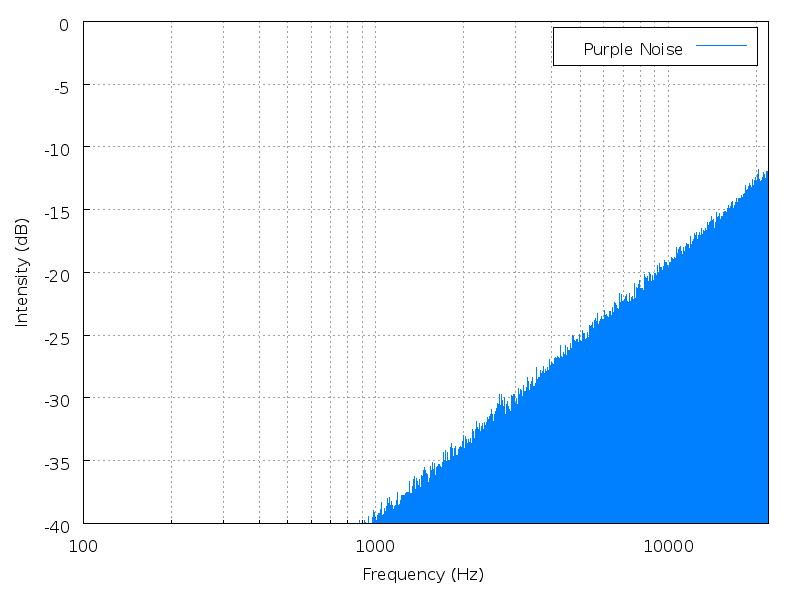
PSD del ruido violeta.

Su PSD es directamente proporcional a {\displaystyle F^{2}}

## Ruido gris

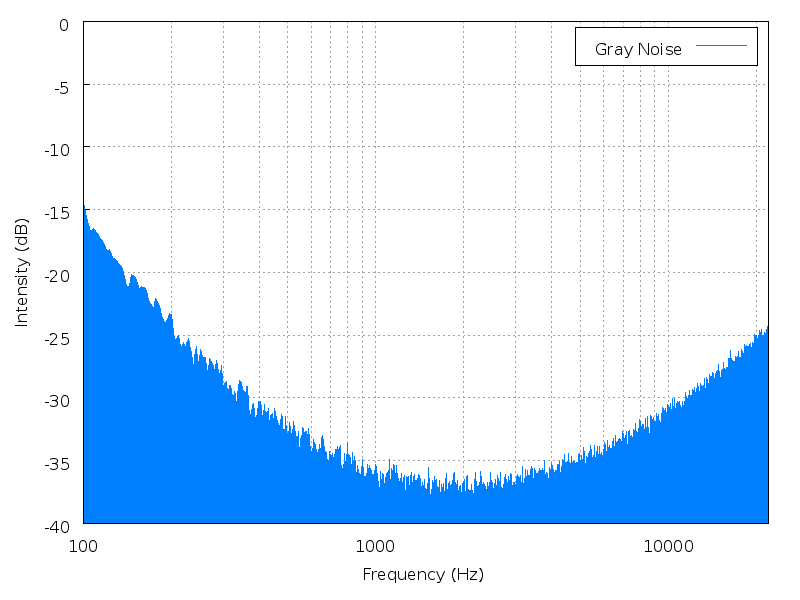
PSD del ruido gris.

Su PSD es muy similar a la curva de ponderación sofométrica. Esta curva corresponde al nivel de presión sonora que debería tener cada frecuencia para que todas fuesen percibidas con la misma intensidad aparente (mismo volumen) por el oído humano. Por ejemplo, si tenemos dos tonos (dos ondas acústicas simples) de la misma potencia, pero uno de 220 Hz y otro de 2200 Hz, el segundo será mucho más "hiriente" para el oído; se percibirá con una intensidad aparente mucho mayor.
Por lo anterior, desde el punto de vista auditivo, el ruido gris es el auténtico ruido blanco, puesto que todas sus frecuencias son percibidas por el oído con la misma intensidad aparente.

## Otros colores
Existen otros colores como el ruido negro, rojo, etc., pero no existe un amplio consenso sobre cuáles deberían ser sus características espectrales.